# 63.ª edición de los Premios Grammy
La 63.ª edición de los Premios Grammy se llevó a cabo el 14 de marzo de 2021, aunque inicialmente se había anunciado para llevarse a cabo el 31 de enero de 2021, sin embargo y debido a la pandemia de COVID-19, fue aplazada. Se realizó en el Staples Center de Los Ángeles y fue emitida mediante la cadena CBS para Estados Unidos a las 17 horas en GMT-8, hora local. Esta ceremonia se llevó a cabo en reconocimiento a las mejores grabaciones, composiciones y artistas del periodo de elegibilidad que han comprendido desde el 1 de septiembre de 2019 al 31 de agosto de 2020.
Las nominaciones fueron anunciadas el 24 de noviembre de 2020 en la página web oficial. Dichas nominaciones fueron presentadas por Harvey Mason Jr., aunque varios artistas también tomaron parte de este acto, los cuales fueron: Pepe Aguilar, Yemi Alade, Nicola Benedetti, Lauren Daigle, Mickey Guyton, Imogen Heap, Gayle King, Dua Lipa, Sharon Osbourne y Megan Thee Stallion.

## Categorías generales

### Álbum del año
| Premio | Nominaciones |
| --- | --- |
| - Folklore - Taylor Swift - Composición: Aaron Dessner y Taylor Swift. - Ingeniería de masterización: Randy Merrill. - Ingeniería de mezcla: Jack Antonoff, Aaron Dessner, Serban Ghenea, John Hanes, Jonathan Low y Laura Sisk. - Producción: Joe Alwyn, Jack Antonoff, Aaron Dessner y Taylor Swift. | - Black Pumas (Deluxe Edition) - Black Pumas - Composición: . - Ingeniería de masterización: . - Ingeniería de mezcla: . - Producción: . - Chilombo - Jhené Aiko - Composición: . - Ingeniería de masterización: . - Ingeniería de mezcla: . - Producción: . - Djesse Vol. 3 - Jacob Collier - Composición: . - Ingeniería de masterización: . - Ingeniería de mezcla: . - Producción: . - Everyday Life - Coldplay - Composición: . - Ingeniería de masterización: . - Ingeniería de mezcla: . - Producción: . - Future Nostalgia - Dua Lipa - Composición: . - Ingeniería de masterización: . - Ingeniería de mezcla: . - Producción: Lorna Blackwood y Koz. - Composición: . - Hollywood's Bleeding - Post Malone - Composición: Louis Bell, Adam Feeney, Austin Post y Billy Walsh. - Ingeniería de masterización: . - Ingeniería de mezcla: . - Producción: Louis Bell. - Women In Music Pt. III - Haim - Composición: . - Ingeniería de masterización: . - Ingeniería de mezcla: . - Producción: . |

### Canción del año
| Premio | Nominaciones |
| --- | --- |
| - «I Can't Breathe» - H.E.R. - Composición: Dernst Emile II, H.E.R. y Tiara Thomas. - Interpretación: H.E.R. | - «Black Parade» - Composición: Denisia Andrews, Beyoncé, Stephen Bray, Shawn Carter, Brittany Coney, Derek James Dixie, Akil King, Kim "Kaydence" Krysiuk y Rickie "Caso" Tice. - Interpretación: Beyoncé. - «Cardigan» - Composición: Aaron Dessner y Taylor Swift. - Interpretación: Taylor Swift. - «Circles» - Composición: Louis Bell, Adam Feeney, Kaan Gunesberk, Austin Post y Billy Walsh. - Interpretación: Post Malone. - «Don't Start Now» - Composición: Caroline Ailin, Ian Kirkpatrick, Dua Lipa y Emily Warren. - Interpretación: Dua Lipa. - «Everything I Wanted» - Composición: Billie Eilish O'Connell y Finneas O'Connell. - Interpretación: Billie Eilish. - «If The World Was Ending» - Composición e interpretación: Julia Michaels y JP Saxe. - «The Box» - Composición: Samuel Gloade y Rodrick Moore. - Interpretación: Roddy Ricch. |

### Mejor artista nuevo
| Premio                | Nominaciones                                                                              |
| --------------------- | ----------------------------------------------------------------------------------------- |
| - Megan Thee Stallion | - Ingrid Andress - Phoebe Bridgers - Doja Cat - Chika - Noah Cyrus - Kaytranada - D Smoke |

### Grabación del año
| Premio | Nominaciones |
| --- | --- |
| - «Everything I Wanted» - Billie Eilish - Ingeniería de masterización: Finneas O'Connell - Producción: Finneas O'Connell | - «Black Parade» - Beyoncé - Ingeniería/mezcla: - Ingeniería de masterización: - Producción: Beyoncé y Derek Dixie - «Circles» - Adam Feeney y Post Malone - Ingeniería de masterización: Louis Bell - Producción: Louis Bell y Post Malone - «Colors» - Black Pumas - «Don't Start Now» - Dua Lipa - Producción: Caroline Ailin e Ian Kirkpatrick - «Rockstar» - DaBaby y Roddy Ricch - «Savage» - Beyoncé y Megan Thee Stallion - «Say So» - Doja Cat |

## Categorías específicas

### Alternativa
| Álbum alternativo - Fetch the Bolt Cutters - Fiona Apple \| - Hyperspace - Beck[57] - Jaime - Brittany Howard[58] \| - Punisher - Phoebe Bridgers[49] - The Slow Rush - Tame Impala[59] \| |                                                            |
| - Hyperspace - Beck - Jaime - Brittany Howard | - Punisher - Phoebe Bridgers - The Slow Rush - Tame Impala |

### Anotaciónyembalaje
| Mejor diseño de embalaje - Vols. 11 & 12 - Dirección artística: Doug Cunningham y Jason Noto. - Interpretación: Desert Sessions. - Everyday Life - Dirección artística: Pilar Zeta. - Interpretación: Coldplay. - Funeral - Dirección artística: Kyle Goen. - Interpretación: Lil Wayne. - Healer - Dirección artística: Julian Gross y Hannah Hooper. - Interpretación: Grouplove. - On Circles - Dirección artística: Jordan Butcher. - Interpretación: Caspian. | Mejor embalaje en caja o edición especial limitada - Ode to Joy - Dirección artística: Lawrence Azerrad y Jeff Tweedy. - Interpretación: Wilco. - Flaming Pie (Collector's Edition) - Dirección artística: Linn Wie Andersen, Simon Earith, Paul McCartney y James Musgrave. - Interpretación: Paul McCartney - Giants Stadium 1987, 1989, 1991 - Dirección artística: Lisa Glines y Doran Tyson. - Interpretación: Grateful Dead. - Mode - Dirección artística: Jeff Schulz. - Interpretación: Depeche Mode. - The Story of Ghostly International - Dirección artística: Michael Cina y Molly Smith. - Interpretación: Varios artistas. | |
| Mejores notas de álbum \| - Dead Man's Pop - Interpretación: The Replacements.[80] - Redacción: Bob Mehr.[81] \| - At the Minstrel Show: Minstrel Routines from the Studio, 1894 - 1926 - Interpretación: Varios artistas.[80] - Redacción: Tim Brooks.[82] - The Bakersfield Sound: Country Music Capital of the West, 1940 - 1974 - Interpretación: Varios artistas.[80] - Redacción: Scott B. Bomar.[83] \| - The Missing Link: How Gus Haenschen Got Us from Joplin to Jazz and Shaped the Music Business - Interpretación: Varios artistas.[80] - Redacción: Colin Hancock.[84] - Out of a Clear Blue Sky - Interpretación: Nat Brusiloff.[80] - Redacción: David Sager.[85] \| | | |
| - Dead Man's Pop - Interpretación: The Replacements. - Redacción: Bob Mehr. | - At the Minstrel Show: Minstrel Routines from the Studio, 1894 - 1926 - Interpretación: Varios artistas. - Redacción: Tim Brooks. - The Bakersfield Sound: Country Music Capital of the West, 1940 - 1974 - Interpretación: Varios artistas. - Redacción: Scott B. Bomar. | - The Missing Link: How Gus Haenschen Got Us from Joplin to Jazz and Shaped the Music Business - Interpretación: Varios artistas. - Redacción: Colin Hancock. - Out of a Clear Blue Sky - Interpretación: Nat Brusiloff. - Redacción: David Sager. |

### Arregloycomposición
| Arreglo instrumental con acompañamiento vocal - «He Won't Hold You» - Arreglo: Jacob Collier. - Interpretación: Jacob Collier y Rapsody. - «Asas Fechadas» - Arreglo: John Beasley y Maria Mendes. - Interpretación: John Beasley, Maria Mendes y Orkest Metropole. - «Desert Song» - Arreglo: Erin Bentlage, Sara Gazarek, Johnaye Kendrick y Amanda Taylor. - Interpretación: Säje. - «From This Place» - Arreglo: Alan Broadbent y Pat Metheny. - Interpretación: Pat Metheny y Meshell Ndegeocello. - «Slow Burn» - Arreglo: Talia Billig, Nic Hard y Becca Stevens. - Interpretación: Becca Stevens, Jacob Collier, Mark Lettieri, Justin Stanton, Jordan Perlson, Nic Hard, Keita Ogawa, Marcelo Woloski y Nate Werth. | Arreglo instrumental o a capela - «Donna Lee» - Arreglo: John Beasley. - Interpretación: John Beasley. - «Bathroom Dance» - Arreglo y interpretación: Hildur Guðnadóttir. - «Honeymooners» - Arreglo: Remy Le Boeuf. - Interpretación: Remy Le Boeuf's Assembly of Shadows. - «Lift Every Voice and Sing» - Arreglo y interpretación: Alvin Chea y Jarret Johnson. - «Uranus: The Magician» - Arreglo: Jeremy Levy. - Interpretación: Jeremy Levy Jazz Orchestra. | |
| Composición instrumental \| - «Sputnik» - Composición: Maria Schneider.[104] - Interpretación: Maria Schneider. \| - «Baby Jack» - Composición: Arturo O'Farrill.[105] - Interpretación: Arturo O'Farrill y The Afro Latin Jazz Orchestra.[106] - «Be Water II» - Composición: Christian Sands.[107] - Interpretación: Christian Sands.[106] - «Plumfield» - Composición: Alexandre Desplat.[108] - Interpretación: Alexandre Desplat.[106] \| - «Strata» - Composición: Remy Le Boeuf.[99] - Interpretación: Remy Le Boeuf's Assembly of Shadows, Eric Miller y Anna Webber.[106] \| | | |
| - «Sputnik» - Composición: Maria Schneider. - Interpretación: Maria Schneider. | - «Baby Jack» - Composición: Arturo O'Farrill. - Interpretación: Arturo O'Farrill y The Afro Latin Jazz Orchestra. - «Be Water II» - Composición: Christian Sands. - Interpretación: Christian Sands. - «Plumfield» - Composición: Alexandre Desplat. - Interpretación: Alexandre Desplat. | - «Strata» - Composición: Remy Le Boeuf. - Interpretación: Remy Le Boeuf's Assembly of Shadows, Eric Miller y Anna Webber. |

### Clásica
| Mejor álbum vocal clásico de solista - Smyth: The Prison - - Dirección: James Blachly. - Interpretación: - Acompañamiento: Experiential Chorus, Experiential Orchestra. - Solo: Sarah Brailey y Dashon Burton. - A Lad's Love - Interpretación: - Acompañamiento: Katie Hyun, Michael Katz, Jessica Meyer, Reginald Mobley y Ben Russell. - Colaboración: Steven McGhee. - Solo: Brian Giebler. - American Composers at Play: William Bolcon, Ricky Ian Gordon, Lori Laitman, John Musto - Interpretación: - Acompañamiento: Attacca Quartet, William Bolcom, Ricky Ian Gordon, Lori Laitman, John Musto, Charles Neidich y Jason Vieaux. - Solo: Stephen Powell. - Clairières - Songs by Lili & Nadia Boulanger - Interpretación: - Colaboración: Myra Huang. - Solo: Nicholas Phan. - Farinelli - Dirección: Giovanni Antonini. - Interpretación: - Acompañamiento: Il Giardino Armonico. - Solo: Cecilia Bartoli. | Mejor compendio clásico - Thomas, M.T.: From The Diary Of Anne Frank & Meditations On Rilke - Interpretación: Isabel Leonard. - Dirección: Michael Tilson Thomas. - Producción: Jack Vad. - - Dirección: - Producción: - Adès Conducts Adès - Interpretación: Mark Stone y Christianne Stotijn. - Dirección: Thomas Adès. - Producción: Nick Squire. - Saariaho: Graal Théâtre; Circle Map; Neiges; Vers Toi Qui Es Si Loin - Dirección: Clément Mao-Takacs. - Producción: Hans Kipfer. - Serebrier: Symphonic Bach Variations; Laments And Hallelujahs; Flute Concerto - Dirección: José Serebrier. - Producción: Jens Braun. - Woolf, L.P.: Fire and Flood - Interpretación: Matt Haimovitz. - Dirección: Julian Wachner. - Producción: Blanton Alspaugh. |
| Mejor composición clásica contemporánea - «Rouse: Sinfonía No. 5» - Composición: Christopher Rouse. - Interpretación: Giancarlo Guerrero y Nashville Symphony. - «Adès: Concerto For Piano And Orchestra» - Composición: Thomas Adès. - Interpretación: Thomas Adès, Kirill Gerstein y Boston Symphony Orchestra. - «Danielpour: The Passion of Yeshuah» - Composición: Richard Danielpour. - Interpretación: JoAnn Falletta, James K. Bass, Adam Luebke, UCLA Chamber Singers, Buffalo Philharmonic Orchestra y Buffalo Philharmonic Chorus. - «Floyd, C.: Prince of Players» - Composición: Carlisle Floyd. - Interpretación: William Boggs, Kate Royal, Keith Phares, Florentine Opera Chorus y Milwaukee Symphony Orchestra. - Hearne, T.: Place - Composición: Ted Hearne. - Interpretación: Ted Hearne, Steven Bradshaw, Sophia Byrd, Josephine Lee, Isaiah Robinson, Sol Ruiz, Ayanna Woods y Place Orchestra. | Mejor grabación de ópera - «Gershwin: Porgy and Bess» - Dirección: David Robertson. - Interpretación: - Solo: Angel Blue y Eric Owens. - Grupales: The Metropolitan Opera Chorus y The Metropolitan Opera Orchestra. - Producción: David Frost. - Dello Joio: The Trial at Rouen - Dirección: Gil Rose. - Interpretación: - Solo: Heather Buck y Stephen Powell. - Grupales: Boston Modern Orchestra Project y Odissey Opera Chorus. - Producción: Gil Rose. - Floyd, C.: Prince of Players - Dirección: William Boggs. - Interpretación: - Solo: Keith Phares y Kate Royal. - Grupales: Florentine Opera Chorus y Milwaukee Symphony Orchestra. - Producción: Blanton Alspaugh. - Handel: Agrippina - Dirección: Maxim Emelyanychev. - Interpretación: - Solo: Joyce DiDonato. - Grupales: Il Pomo D'Oro. - Producción: Daniel Zalay. - Zemlinsky: Der Zwerg - Dirección: Donald Runnicles. - Interpretación: - Solo: David Butt Philip y Elena Tsallagova. - Grupales: Chorus of the Deutsche Oper Berlin y Orchestra of the Deutsche Oper Berlin. - Producción: Erwin Stürzer. |
| Mejor interpretación coral - «Danielpour: The Passion of Yeshuah» - Dirección: - Orquestal: JoAnn Falletta. - Coral: James K. Bass y Adam Luebke. - Interpretación: Buffalo Philharmonic Chorus, Buffalo Philharmonic Orchestra, James K. Bass, J'Nai Bridges, Timothy Fallon, UCLA Chamber Singers, Kenneth Overton, Hila Plitmann y Matthew Worth. - «Carthage» - Dirección: Donald Nally. - Interpretación: The Crossing. - Kastalky: Requiem - Dirección: Leonard Slatkin. - Dirección coral: Steven Fox y Benedict Sheehan. - Interpretación: Cathedral Choral Society, Joseph Charles Beutel, Anna Dennis, Kansas City Chorale, Orchestra of St. Luke's, The Clarion Choir y The Saint Tikhon Choir. - Moravec: Sanctuary Road - Dirección: Kent Tritle. - Interpretación: Joshua Blue, Raehann Bryce-Davis, Dashon Burton, Malcolm J. Merriweather, Laquita Mitchell, Oratorio Society of New York Chorus y Oratorio Society of New York Orchestra. - «Once Upon a Time» - Dirección: Matthew Guard. - Interpretación: Skylar Vocal Ensemble y Sarah Walker. | Mejor interpretación de conjunto musical pequeño o música de cámara - «Contemporary Voices» - Pacifica Quartet - «Healing Modes» - Brooklyn Rider - Hearne, T.: Place - Ted Hearne, Steven Bradshaw, Sophia Byrd, Josephine Lee, Isaiah Robinson, Sol Ruiz, Ayanna Woods y Place Orchestra - Hynes: Field - Devonté Hynes y Third Coast Percussion - «The Schumann Quartets» - Dover Quartet |
| Mejor interpretación orquestal - «Ives: Complete Symphonies» - Dirección: Gustavo Dudamel. - Interpretación: Los Angeles Philharmonic. - Aspects of America: Pulitzer Edition - Dirección: Carlos Kalmar. - Interpretación: Oregon Symphony. - Concurrence - Dirección: Daníel Bjarnason. - Interpretación: Iceland Symphony Orchestra. - Copland: Sinfonía No. 3 - Dirección: Michael Tilson Thomas. - Interpretación: San Francisco Symphony. - Lutosławsky: Sinfonías Nos. 2 y 3 - Dirección: Hannu Lintu. - Interpretación: Finnish Radio Symphony Orchestra. | Mejor solo instrumental clásico - «Theofanidis: Concerto for Viola and Chamber Orchestra» - Dirección: David Alan Miller. - Interpretación: - Acompañamiento: Albany Symphony. - Solo: Richard O'Neill. - Adès: Concerto For Piano And Orchestra - Dirección: Thomas Adès. - Interpretación: - Acompañamiento: Boston Symphony Orchestra - Solo: Kirill Gerstein. - Beethoven: Complete Piano Sonatas - Interpretación: Igor Levit. - Bohemian Tales - Dirección: Jakub Hrůša. - Interpretación: - Acompañamiento: Charles Owen y Symphonieorchester Des Bayerischen Rundfunks. - Solo: Augustin Hadelich. - Destination Rachmaninov - Arrival - Dirección: Yannick Nézet-Séguin - Interpretación: - Acompañamiento: The Philadelphia Orchestra. - Solo: Daniil Trifonov. |

### Álbum cómico
| Anexo:Premio Grammy al mejor álbum cómico - Black Mitzvah - Tiffany Haddish \| - I Love Everything - Patton Oswalt - The Pale Tourist - Jim Gaffigan \| - 23 Hours To Kill - Jerry Seinfeld - Paper Tiger - Bill Burr \| |                                                               |
| - I Love Everything - Patton Oswalt - The Pale Tourist - Jim Gaffigan | - 23 Hours To Kill - Jerry Seinfeld - Paper Tiger - Bill Burr |

### Country
| Interpretación de solista country - «When My Army Prays» - Vince Gill | Interpretación de dúo o grupo country - «10,000 Hours» - Dan + Shay y Justin Bieber |
| Anexo:Premio Grammy a la mejor canción country - Crowded Table - The Highwomen \| - Bluebird - Miranda Lambert - The Bones - Maren Morris \| - More Hearts than Mine - Ingrid Andress - Some People do - Old Dominion \| |                                                                                     |
| - Bluebird - Miranda Lambert - The Bones - Maren Morris | - More Hearts than Mine - Ingrid Andress - Some People do - Old Dominion            |

- Wildcard - Miranda Lambert

| - Nightfall - Little Big Town - Never Will - Ashley McBryde | - Lady Like - Ingrid Andress - Your Life is a Record - Brandy Clark |

### Cristianaygóspel
| Álbum cristiano                          | Álbum de raíces góspel |
| Álbum góspel                             | Canción o interpretación cristiana - «There Was Jesus» - Casey Beathard, Jonathan Smith y Zach Williams - «Sunday Morning» - Composición: Denisia Andrews, Brittany Coney. |
| Canción o interpretación góspel \| \| \| | |
|                                          | |

### Danceyelectrónica
| Álbum dance o electrónico - Bubba - Kaytranada - Producción: Kaytranada. - Energy - Disclosure - Good Faith - Madeon - KiCk i - Arca - Planet's Mad - Baauer | Grabación dance - «10%» - Kaytranada junto a Kali Uchis - Producción: Kaytranada. - «On My Mind» - Diplo y Sidepiece - «My High» - Disclosure - «The Difference» - Flume junto a Toro y Moi - «Both of Us» - Jayda G |

### Hablado
| Álbum hablado \| \| \| |  |
|                        |  |

### Infantil
| Álbum infantil \| \| \| |  |
|                         |  |

### Instrumental contemporánea
| Álbum instrumental contemporáneo - Pendiente - Pendiente \| - Chronology Of A Dream: Live At The Village Vanguard - Jon Batiste[198] \| |
| - Chronology Of A Dream: Live At The Village Vanguard - Jon Batiste                                                                     |

### Jazz
| Álbum jazzístico de conjunto grande - Data Lords - Maria Schneider - MONK'estra Plays John Beasley - John Beasley | Álbum jazzístico instrumental - Pendiente - Pendiente                                                                                       |
| Álbum jazzístico latino - Four Questions - Arturo O'Farrill & The Afro Latin Jazz Orchestra - City of Dreams - Chico Pinheiro - Tradiciones - Afro-Peruvian Jazz Orchestra - Trane's Delight - Poncho Sánchez - Viento y tiempo - Live At Blue Note Tokyo - Aymée Nuviola y Gonzalo Rubalcaba | Álbum jazzístico vocal - Secrets are the Best Stories - Kurt Elling y Danilo Pérez - Holy Room: Live At Alte Oper - Dirección: John Beasley |
| Solo jazzístico improvisado - «Pendiente» - Pendiente \| \| \| | |
| | |

### Latina
| Mejor álbum alternativo o rock latino - La conquista del espacio - Fito Páez - Aura - Bajofondo - Monstruo - Cami - Sobrevolando - Cultura Profética - Miss Colombia - Lido Pimienta | Mejor álbum de pop o urbano latino - YHLQMDLG - Bad Bunny - 3:33 - Debi Nova - Mesa para dos - Kany García - Pausa - Ricky Martin - Por primera vez - Camilo                                                               |
| Mejor álbum de música regional mexicana - Un canto por México, Vol. 1 - Natalia Lafourcade - Hecho en México - Alejandro Fernández - La Serenata - Lupita Infante - Bailando Sones y Huapangos con Mariachi Sol de México de José Hernández - Mariachi Sol de México de José Hernández - Ayayay! - Christian Nodal | Mejor álbum latino tropical - 40 - Grupo Niche - Mi Tumbao - José Alberto "El Ruiseñor" - Infinito - Edwin Bonilla - Sigo Cantando al Amor - Jorge Celedón y Sergio Luis Rodríguez - Memorias de Navidad - Víctor Manuelle |

### Medio visual
| Banda sonora compilada para medio visual | Banda sonora compuesta para medio visual - Joker - Hildur Guðnadóttir - Ad Astra - Max Richter - Becoming - Kamasi Washington - 1917 - Thomas Newman - Star Wars: Episodio IX - El ascenso de Skywalker - John Williams - Miss Farah - Adel Hakki |
| Canción escrita para medios visuales \| - «No Time to Die» (de No Time to Die) - Composición: Billie Eilish O'Connell y Finneas Baird O'Connell.[41][42] - Interpretación: Billie Eilish. - «Beautiful Ghosts» (de Cats) - Composición: Andrew Lloyd Webber y Taylor Swift[7] - Interpretación: Taylor Swift[7] \| - «Malyan Hekayat Ya Lil» (de Miss Farah) - Composición: MAZ, Mohamed Yehia, Ramage, Onika Maraj, Sari Abboud, Benjamin Levin, Leland Wayne, Adam Feeney, Louis Bell, Carl Rosen - Interpretación: Ramage y Nicki Minaj - Composición e interpretación: Ramage y Nicki Minaj - (de ) - Composición: - Interpretación: - (de ) - Composición e interpretación: \| | |
| - «No Time to Die» (de No Time to Die) - Composición: Billie Eilish O'Connell y Finneas Baird O'Connell. - Interpretación: Billie Eilish. - «Beautiful Ghosts» (de Cats) - Composición: Andrew Lloyd Webber y Taylor Swift - Interpretación: Taylor Swift | - «Malyan Hekayat Ya Lil» (de Miss Farah) - Composición: MAZ, Mohamed Yehia, Ramage, Onika Maraj, Sari Abboud, Benjamin Levin, Leland Wayne, Adam Feeney, Louis Bell, Carl Rosen - Interpretación: Ramage y Nicki Minaj - Composición e interpretación: Ramage y Nicki Minaj - (de ) - Composición: - Interpretación: - (de ) - Composición e interpretación: |

### New age
| Álbum new age - More Guitar Stories - Jim Kimo West \| - Form//Less - Superposition[229] - Meditations - Jon Batiste[198] y Cory Wong[230] \| - Periphery - Priya Darshini[231] - Songs From The Bardo - Laurie Anderson,[232] Tenzin Choegyal[233] y Jesse Paris Smith[234] \| | |
| - Form//Less - Superposition - Meditations - Jon Batiste y Cory Wong | - Periphery - Priya Darshini - Songs From The Bardo - Laurie Anderson, Tenzin Choegyal y Jesse Paris Smith |

### Pop
| Mejor álbum vocal de pop - Future Nostalgia - Dua Lipa - Changes - Justin Bieber - Chromatica - Lady Gaga - Fine Line - Harry Styles - Folklore - Taylor Swift                                                                                | Mejor álbum vocal de pop tradicional - American Standard - James Taylor - Blue Umbrella - Burt Bacharach y Daniel Tashian - Judy - Renée Zellweger - True Love: A Celebration Of Cole Porter - Harry Connick, Jr. - Unfollow The Rules - Rufus Wainwright |
| Mejor interpretación de dúo o grupo pop - «Rain on Me» - Lady Gaga y Ariana Grande - «Exile» - Bon Iver y Taylor Swift - «Intentions» - Justin Bieber y Quavo - «Dynamite» - BTS - «Un día (One Day)» - J Balvin, Bad Bunny, Dua Lipa y Tainy | Mejor interpretación pop solista - «Watermelon Sugar» - Harry Styles - «Cardigan» - Taylor Swift - «Don’t Start Now» - Dua Lipa - «Everything I Wanted» - Billie Eilish - «Say So» - Doja Cat - «Yummy» - Justin Bieber                                   |

### Produccióny restauración
| Álbum restaurado - Pendiente - Producción de compilación: Pendiente. - Ingeniería de masterización e interpretación: Pendiente. \| - - Producción de compilación: - Ingeniería de masterización: - Interpretación: - - Producción de compilación: - Ingeniería de masterización: - Interpretación: \| - - Producción de compilación: - Ingeniería de masterización: - Interpretación: - - Producción de compilación: - Ingeniería de masterización: - Interpretación: \| | |
| Producción de álbum clásico - Shostakovich: Symphony No. 13, 'Babi Yar' - Ingeniería musical: David Frost. - - Ingeniería de masterización y musical: - Interpretación: - - Ingeniería de masterización y musical: - Interpretación: - Gershwin: Porgy And Bess - Ingeniería musical: David Frost. - Ingeniería de masterización: - Interpretación: | Producción de álbum, no clásico - Hyperspace - Ingeniería de masterización: Randy Merrill. - Ingeniería musical: Serban Ghenea, John Hanes, Beck Hansen. - Interpretación: Beck. - - Ingeniería de masterización: - Ingeniería musical: - Interpretación: - - Ingeniería de masterización: - Ingeniería musical: - Interpretación: - - Ingeniería de masterización: - Ingeniería musical: - Interpretación: |
| Productor del año en música clásica - Pendiente - Pendiente - Composición: Pendiente. - Interpretación: Pendiente. - Blanton Alspaugh - David Frost | Productor del año, no clásico - Pendiente - Pendiente - Composición: Pendiente. - Interpretación: Pendiente. - Jack Antonoff |
| - - Producción de compilación: - Ingeniería de masterización: - Interpretación: - - Producción de compilación: - Ingeniería de masterización: - Interpretación: | - - Producción de compilación: - Ingeniería de masterización: - Interpretación: - - Producción de compilación: - Ingeniería de masterización: - Interpretación: |

### R&B
| Álbum R&B - John Legend - Bigger Love | Álbum R&B progresivo - Pendiente - Pendiente - Chilombo - Jhené Aiko                                                                              |
| Canción R&B - «Better Than I Imagine» - Interpretación: H.E.R. - «Collide» - Composición: Akil King. - «Slow Down» - Interpretación: Skip Marley y H.E.R. - Composición: Nasri Atweh, Badriia Bourelly, Skip Marley, Ryan Williamson y Gabriella Wilson. - «Black Parade» - Composición: Denisia Andrews, Beyoncé, Stephen Bray, Shawn Carter, Brittany Coney, Derek James Dixie, Akil King, Kim "Kaydence" Krysiuk y Rickie "Caso" Tice. - Interpretación: Beyoncé. | Interpretación R&B - «Black Parade» - Beyoncé - «All I Need» - Jacob Collier - «Goat Head» - Brittany Howard - «Lightning & Thunder» - Jhené Aiko |
| Interpretación R&B tradicional - «Pendiente» - Pendiente \| \| \| | |
| | |

### Rap
| Álbum de Rap - King’s Disease - Nas - Alfredo - Alchemist y Freddie Gibbs - The Allegory - Royce Da 5’9" - A Written Testimony - Jay Electrónica - Black Habits - D Smoke | Canción rapera - «Savage» - Composición: Beyoncé, Shawn Carter, Brittany Hazzard, Derrick Milano, Terius Nash, Megan Pete, Bobby Session Jr., Jordan Kyle Lanier Thorpe y Anthony White. - Interpretación: Beyoncé y Megan Thee Stallion. - «The Bigger Picture» - Composición: Dominique Jones, Noah Pettigrew y Rai'shaun Williams. - Interpretación: Lil Baby. - «The Box» - Composición: Samuel Gloade y Rodrick Moore. - Interpretación: Roddy Ricch. - «Laugh Now, Cry Later» - Composición: Durk Banks, Rogét Chahayed, Aubrey Graham, Daveon Jackson, Ron LaTour y Ryan Martinez. - Interpretación: Drake y Lil Durk. - «Rockstar» - Composición: Jonathan Lyndale Kirk, Ross Joseph Portaro IV y Rodrick Moore. - Interpretación: DaBaby y Roddy Ricch. |
| Interpretación rapera - «Savage» - Beyoncé y Megan Thee Stallion - «Bop» - DaBaby                                                                                         | Interpretación rapera melódica - «Pendiente» - Pendiente - «Rockstar» - DaBaby y Roddy Ricch - «The Box» - Roddy Ricch |

### Reggae
| Álbum reggae - Got To Be Tough - Toots and The Maytals' \| - Higher Place - Skip Marley[251] - It All Comes Back To Love - Maxi Priest[251] \| - One World - The Wailers[251] - Upside Down 2020 - Buju Banton[251] \| |                                                            |
| - Higher Place - Skip Marley - It All Comes Back To Love - Maxi Priest | - One World - The Wailers - Upside Down 2020 - Buju Banton |

### Remezcla
| Grabación remezclada Premio a la remezcla - - Interpretación: - Remezcla: \| - - Interpretación: - Remezcla: - - Interpretación: - Remezcla: \| - - Interpretación: - Remezcla: - - Interpretación: - Remezcla: \| |                                                                 |
| - - Interpretación: - Remezcla: - - Interpretación: - Remezcla: | - - Interpretación: - Remezcla: - - Interpretación: - Remezcla: |

### Rock
| Álbum roquero - The New Abnormal - The Strokes - A Hero's Death - Fontaines D.C. - Daylight - Grace Potter - Kiwanuka - Michael Kiwanuka - Sound & Fury - Sturgill Simpson                                                       | Canción roquera - «Stay High» - Composición e interpretación: Brittany Howard. - «Kyoto» - Composición: Phoebe Bridgers, Morgan Nagler y Marshall Vore. - Interpretación: Phoebe Bridgers. - «Lost In Yesterday» - Composición: Kevin Parker. - Interpretación: Tame Impala. - «Not» - Composición: Adrianne Lenker. - Interpretación: Big Thief. - «Shameika» - Composición e interpretación: Fiona Apple. |
| Interpretación de metal - «Pendiente» - Pendiente - «Bloodmoney» - Poppy - «Bum-Rush» - Body Count - «Executioner's Tax (Swing Of The Axe) – Live» - Power Trip - «The In-Between» - In This Moment - «Underneath» - Code Orange | Interpretación roquera - «Shameika» – Fiona Apple - «Daylight» – Grace Potter - «Kyoto» – Phoebe Bridgers - «Not» – Big Thief - «Stay High» – Brittany Howard - «The Steps» – Haim |

### Sonido envolvente
| Álbum envolvente Premio a la ingeniería de masterización, así como a la ingeniería y a la producción de sonido envolvente - Pendiente - Pendiente - Ingeniería en masterización sonido envolvente: Pendiente - Interpretación: Pendiente \| - - Ingeniería en sonido envolvente: - Ingeniería en masterización de sonido envolvente: - Producción en sonido envolvente: - Interpretación: - - Ingeniería en sonido envolvente: - Ingeniería en masterización de sonido envolvente: - Producción en sonido envolvente: - Interpretación: \| - - Ingeniería en sonido envolvente: - Producción en sonido envolvente: - Interpretación: - - Ingeniería en sonido envolvente: - Ingeniería en masterización de sonido envolvente: - Producción en sonido envolvente: - Interpretación: \| | |
| - - Ingeniería en sonido envolvente: - Ingeniería en masterización de sonido envolvente: - Producción en sonido envolvente: - Interpretación: - - Ingeniería en sonido envolvente: - Ingeniería en masterización de sonido envolvente: - Producción en sonido envolvente: - Interpretación: | - - Ingeniería en sonido envolvente: - Producción en sonido envolvente: - Interpretación: - - Ingeniería en sonido envolvente: - Ingeniería en masterización de sonido envolvente: - Producción en sonido envolvente: - Interpretación: |

### Teatro musical
| Álbum de teatro musical - Pendiente - Composición: Pendiente - Producción: Pendiente - Redacción: Pendiente - Solistas: Pendiente \| - - Composición: - Producción: - Redacción: - Solistas: - - Composición: - Producción: - Redacción: - Solistas: - - Composición: - Producción: - Redacción: - Solistas: \| - - Composición: - Producción: - Redacción: - Solistas: - - Composición: - Producción: - Redacción: - Solistas: \| | |
| - - Composición: - Producción: - Redacción: - Solistas: - - Composición: - Producción: - Redacción: - Solistas: - - Composición: - Producción: - Redacción: - Solistas: | - - Composición: - Producción: - Redacción: - Solistas: - - Composición: - Producción: - Redacción: - Solistas: |

### Tradicional estadounidense
| Interpretación tradicional estadounidense - «I Remember Everything» - John Prine - «Colors» - Black Pumas - «Short And Sweet» - Brittany Howard                                                                  | Canción de música de raíces americanas |
| Álbum americana - World On The Ground - Sarah Jarosz - El Dorado - Marcus King - Good Souls Better Angels - Lucinda Williams - Old Flowers - Courtney Marie Andrews - Terms Of Surrender - Hiss Golden Messenger | Álbum bluegrass                        |
| Álbum de blues tradicional | Álbum de blues contemporáneo           |
| Álbum folkclórico - «All The Good Times (Are Past & Gone)» - Gillian Welch & Davis Rawlings | Álbum de raíces regionales             |

### Universal
| Álbum de música mundial \| \| \| |  |
|                                  |  |

### Video musical
Premios al artista, productor y director del video
| Mejor vídeo musical - Brown Skin Girl - Beyoncé - Dirección: Beyoncé - Producción: | Mejor película musical - Pendiente - Pendiente - Ahwak - Abu - Dirección:Wael Farag y Ahmed El Gendy - Producción:Sally Wally - Black Is King - Beyoncé - Dirección: Beyoncé - Producción: - Malyan Hekayat Ya Lil - Ramage y Nicki Minaj - Dirección: Wael Farag y Ahmed El Gendy - Producción: Sally Wally |

## Categorías especiales
| Premio Grammy | Premio Grammy |

| Premio Grammy | Premio Grammy | Premio Grammy | Premio Grammy |

## Controversias
Al anuncio de las nominaciones, se notó la ausencia del cantante The Weeknd debido a que no fue nominado en ninguna categoría principal por su tema "Blinding Lights" y por su álbum After Hours. Las redes estallaron cuando The Weeknd publicó en su Twitter,

Los Grammy siguen corruptos. Me debes a mí, a mis fans y a la industria la transparencia...
-The Weeknd

 provocando que ataquen a la academia de grabación. 
  		  	
También Justin Bieber se quejó en su instagram publicando que los Grammys se equivocaron en las nominaciones de su álbum Changes, según él su álbum es R&B y no pop. Pero aun así sus fans reconocieron que ese no fue su mejor trabajo volviendo a reclamar que no merecía estar nominado en ninguna categoría.
Cinco días antes de la ceremonia, el artista británico Zayn Malik publicó un tuit criticando a los Grammy y sus procedimientos de votación diciendo que 

A menos que te des la mano y envíes regalos, no hay consideraciones de nominación. El año que viene te enviaré una canasta de dulces.

 Después de la confusión de los fanáticos y los medios, quienes notaron que el tercer álbum de Malik, Nobody Is Listening, no era elegible para los Premios Grammy 63 ya que fue lanzado después de que el período de elegibilidad terminó en agosto, Malik declaró sus intenciones en un tuit de seguimiento, explicando que su cargo anterior 

No fue personal ni sobre elegibilidad, sino sobre la necesidad de inclusión y la falta de transparencia del proceso de nominación y el espacio que crea y permite que el favoritismo, el racismo y la política de redes influyan en el proceso de votación.